# Marœuil
Marœuil település Franciaországban, Pas-de-Calais megyében. Lakosainak száma 2430 fő (2022. január 1.). Marœuil Mont-Saint-Éloi, Anzin-Saint-Aubin, Duisans, Étrun, Neuville-Saint-Vaast és Haute-Avesnes községekkel határos.

## Népesség
A település népességének változása:
| Lakosok száma | 2467 | 2497 | 2566 | 2464 | 2461 | 2457 | 2454 | 2441 | 2430 |
|               | 2013 | 2015 | 2016 | 2017 | 2018 | 2019 | 2020 | 2021 | 2022 |